# Burgstall Ullersricht
Der Burgstall Ullersricht bezeichnet eine abgegangene mittelalterliche Turmhügelburg (Motte) am Südostrand von Ullersricht, einem heutigen Stadtteil von Weiden in der Oberpfalz in der Oberpfalz in Bayern. Heute ist die Stelle als Bodendenkmal D-3-6338-0011 „verebneter mittelalterlicher Burgstall“ vom Bayerischen Landesamt für Denkmalpflege erfasst.

## Beschreibung
Die Reste der Mottenanlage liegen in der ebenen Talniederung der Waldnaab, etwa 700 Meter vom heutigen Flusslauf entfernt. Sie bestand aus einem ovalen Turmhügel, der durch zwei Ringgräben mit dazwischen liegenden Wall umzogen war.
Der stark verflachte Turmhügel misst etwa 30 mal 20 Meter, er erhebt sich kaum noch merklich aus dem inneren Graben. Dieser Graben hat eine Breite von sieben Metern, und wird von einem ebenfalls sieben Meter breiten Zwischenwall umgeben. Dem Zwischenwall folgt ein äußerer Graben der noch vier Meter breit ist. Beide Gräben sind heute ebenfalls stark verflacht. Etwa 40 Meter östlich des Burgstalles befindet sich ein 1,5 Meter hoher, von Nord nach Süd verlaufender Weiherdamm, der aber wohl nicht mit der mittelalterlichen Burg in Zusammenhang steht.